# Patinage de vitesse aux Jeux olympiques de 1992
Navigation
Calgary 1988 Lillehammer 1994
Les épreuves de Patinage de vitesse aux Jeux olympiques de 1992.

## Podiums
| Épreuves              | Médaille d'or     | Médaille d'argent | Médaille de bronze        |
| --------------------- | ----------------- | ----------------- | ------------------------- |
| 500 m H 15 février    | Uwe-Jens Mey      | Toshiyuki Kuroiwa | Junichi Inoue             |
| 1 000 m H 18 février  | Olaf Zinke        | Kim Yoon-man      | Yukinori Miyabe           |
| 1 500 m H 16 février  | Johann Olav Koss  | Ådne Søndrål      | Leo Visser                |
| 5 000 m H 13 février  | Geir Karlstad     | Falko Zandstra    | Leo Visser                |
| 10 000 m H 20 février | Bart Veldkamp     | Johann Olav Koss  | Geir Karlstad             |
| 500 m F 10 février    | Bonnie Blair      | Ye Qiaobo         | Christa Rothenburger      |
| 1 000 m F 14 février  | Bonnie Blair      | Ye Qiaobo         | Monique Garbrecht-Enfeldt |
| 1 500 m F 12 février  | Jacqueline Börner | Gunda Niemann     | Seiko Hashimoto           |
| 3 000 m F 9 février   | Gunda Niemann     | Heike Warnicke    | Emese Hunyady             |
| 5 000 m F 17 février  | Gunda Niemann     | Heike Warnicke    | Claudia Pechstein         |

## Résultats
5 000 m H
| Place | Nation                      | Athlète          | Temps         |
| ----- | --------------------------- | ---------------- | ------------- |
| 1er   | Norvège                     | Geir Karlstad    | 6 min 59 s 97 |
| 2e    | Pays-Bas                    | Falko Zandstra   | 7 min 02 s 28 |
| 3e    | Pays-Bas                    | Leo Visser       | 7 min 04 s 96 |
| 4e    | Allemagne                   | Frank Dittrich   | 7 min 06 s 33 |
| 5e    | Pays-Bas                    | Bart Veldkamp    | 7 min 08 s 00 |
| 6e    | États-Unis                  | Eric Flaim       | 7 min 11 s 15 |
| 7e    | Norvège                     | Johann Olav Koss | 7 min 11 s 32 |
| 8e    | Équipe unifiée de l’ex-URSS | Yevgeni Sanarov  | 7 min 11 s 38 |

3 000 m F
| Place | Nation                      | Athlète            | Temps         |
| ----- | --------------------------- | ------------------ | ------------- |
| 1er   | Allemagne                   | Gunda Niemann      | 4 min 19 s 90 |
| 2e    | Allemagne                   | Heike Warnicke     | 4 min 22 s 80 |
| 3e    | Autriche                    | Emese Hunyady      | 4 min 24 s 64 |
| 4e    | Pays-Bas                    | Carla Zijlstra     | 4 min 27 s 18 |
| 5e    | Équipe unifiée de l’ex-URSS | Svetlana Boyko     | 4 min 28 s 00 |
| 6e    | Pays-Bas                    | Yvonne van Gennip  | 4 min 28 s 10 |
| 7e    | Équipe unifiée de l’ex-URSS | Svetlana Bazhanova | 4 min 28 s 19 |
| 8e    | Allemagne                   | Jacqueline Börner  | 4 min 28 s 52 |

500 m H
| Place | Nation                      | Athlète           | Temps   |
| ----- | --------------------------- | ----------------- | ------- |
| 1er   | Allemagne                   | Uwe-Jens Mey      | 37 s 14 |
| 2e    | Japon                       | Toshiyuki Kuroiwa | 37 s 18 |
| 3e    | Japon                       | Junichi Inoue     | 37 s 26 |
| 4e    | États-Unis                  | Dan Jansen        | 37 s 46 |
| 5e    | Japon                       | Yasunori Miyabe   | 37 s 49 |
| 5e    | Pays-Bas                    | Gerard van Velde  | 37 s 49 |
| 7e    | Équipe unifiée de l’ex-URSS | Igor Zhelezovski  | 37 s 51 |
| 8e    | Équipe unifiée de l’ex-URSS | Aleksandr Golubev | 37 s 57 |

500 m F
| Place | Nation     | Athlète           | Temps   |
| ----- | ---------- | ----------------- | ------- |
| 1er   | États-Unis | Bonnie Blair      | 40 s 33 |
| 2e    | Chine      | Ye Qiaobo         | 40 s 51 |
| 3e    | Allemagne  | Christa Luding    | 40 s 57 |
| 4e    | Allemagne  | Monique Garbrecht | 40 s 63 |
| 5e    | Pays-Bas   | Christine Aaftink | 40 s 66 |
| 6e    | Canada     | Susan Auch        | 40 s 83 |
| 7e    | Japon      | Kyoko Shimazaki   | 40 s 99 |
| 8e    | Allemagne  | Angela Hauck      | 41 s 10 |

1 000 m H
| Place | Nation                      | Athlète          | Temps         |
| ----- | --------------------------- | ---------------- | ------------- |
| 1er   | Allemagne                   | Olaf Zinke       | 1 min 14 s 85 |
| 2e    | Corée du Sud                | Kim Yoon-man     | 1 min 14 s 86 |
| 3e    | Japon                       | Yukinori Miyabe  | 1 min 14 s 92 |
| 4e    | Pays-Bas                    | Gerard van Velde | 1 min 14 s 93 |
| 5e    | Allemagne                   | Peter Adeberg    | 1 min 15 s 04 |
| 6e    | Équipe unifiée de l’ex-URSS | Igor Zhelezovski | 1 min 15 s 05 |
| 7e    | Canada                      | Guy Thibault     | 1 min 15 s 36 |
| 8e    | Équipe unifiée de l’ex-URSS | Nikolay Gulyayev | 1 min 15 s 46 |

1 000 m F
| Place | Nation                      | Athlète             | Temps         |
| ----- | --------------------------- | ------------------- | ------------- |
| 1er   | États-Unis                  | Bonnie Blair        | 1 min 21 s 90 |
| 2e    | Chine                       | Ye Qiaobo           | 1 min 21 s 92 |
| 3e    | Allemagne                   | Monique Garbrecht   | 1 min 22 s 10 |
| 4e    | Pays-Bas                    | Christine Aaftink   | 1 min 22 s 60 |
| 5e    | Japon                       | Seiko Hashimoto     | 1 min 22 s 63 |
| 6e    | Roumanie                    | Mihaela Dascalu     | 1 min 22 s 85 |
| 7e    | Équipe unifiée de l’ex-URSS | Yelena Tiushniakova | 1 min 22 s 97 |
| 8e    | Allemagne                   | Christa Luding      | 1 min 23 s 06 |

1 500 m H
| Place | Nation    | Athlète          | Temps         |
| ----- | --------- | ---------------- | ------------- |
| 1er   | Norvège   | Johann Olav Koss | 1 min 54 s 81 |
| 2e    | Norvège   | Ådne Søndrål     | 1 min 54 s 85 |
| 3e    | Pays-Bas  | Leo Visser       | 1 min 54 s 90 |
| 4e    | Pays-Bas  | Rintje Ritsma    | 1 min 55 s 70 |
| 5e    | Pays-Bas  | Bart Veldkamp    | 1 min 56 s 33 |
| 6e    | Allemagne | Olaf Zinke       | 1 min 56 s 74 |
| 7e    | Pays-Bas  | Falko Zandstra   | 1 min 56 s 96 |
| 8e    | Norvège   | Geir Karlstad    | 1 min 56 s 98 |

1 500 m F
| Place | Nation                      | Athlète            | Temps         |
| ----- | --------------------------- | ------------------ | ------------- |
| 1er   | Allemagne                   | Jacqueline Börner  | 2 min 05 s 87 |
| 2e    | Allemagne                   | Gunda Niemann      | 2 min 05 s 92 |
| 3e    | Japon                       | Seiko Hashimoto    | 2 min 06 s 88 |
| 4e    | Équipe unifiée de l’ex-URSS | Natalya Polozkova  | 2 min 07 s 12 |
| 5e    | Allemagne                   | Monique Garbrecht  | 2 min 07 s 24 |
| 6e    | Équipe unifiée de l’ex-URSS | Svetlana Bazhanova | 2 min 07 s 81 |
| 7e    | Autriche                    | Emese Hunyady      | 2 min 08 s 29 |
| 8e    | Allemagne                   | Heike Warnicke     | 2 min 08 s 52 |

10 000 m H
| Place | Nation   | Athlète            | Temps          |
| ----- | -------- | ------------------ | -------------- |
| 1er   | Pays-Bas | Bart Veldkamp      | 14 min 12 s 12 |
| 2e    | Norvège  | Johann Olav Koss   | 14 min 14 s 58 |
| 3e    | Norvège  | Geir Karlstad      | 14 min 18 s 13 |
| 4e    | Pays-Bas | Robert Vunderink   | 14 min 22 s 92 |
| 5e    | Japon    | Kazuhiro Sato      | 14 min 28 s 30 |
| 6e    | Autriche | Michael Hadschieff | 14 min 28 s 80 |
| 7e    | Suède    | Per Bengtsson      | 14 min 35 s 58 |
| 8e    | Norvège  | Steinar Johansen   | 14 min 36 s 09 |

5 000 m F
| Place | Nation                      | Athlète             | Temps         |
| ----- | --------------------------- | ------------------- | ------------- |
| 1er   | Allemagne                   | Gunda Niemann       | 7 min 31 s 57 |
| 2e    | Allemagne                   | Heike Warnicke      | 7 min 37 s 59 |
| 3e    | Allemagne                   | Claudia Pechstein   | 7 min 39 s 80 |
| 4e    | Pays-Bas                    | Carla Zijlstra      | 7 min 41 s 10 |
| 5e    | Équipe unifiée de l’ex-URSS | Lyudmila Prokasheva | 7 min 41 s 65 |
| 6e    | Équipe unifiée de l’ex-URSS | Svetlana Boyko      | 7 min 44 s 19 |
| 7e    | Équipe unifiée de l’ex-URSS | Svetlana Bazhanova  | 7 min 45 s 55 |
| 8e    | Pays-Bas                    | Liz van Schie       | 7 min 46 s 94 |

## Médailles
| Rang | Nations      | Médaille d'or | Médaille d'argent | Médaille de bronze | Total |
| ---- | ------------ | ------------- | ----------------- | ------------------ | ----- |
| 1er  | Allemagne    | 5             | 3                 | 3                  | 11    |
| 2e   | Norvège      | 2             | 2                 | 1                  | 5     |
| 3e   | États-Unis   | 2             | 0                 | 0                  | 2     |
| 4e   | Pays-Bas     | 1             | 1                 | 2                  | 4     |
| 5e   | Chine        | 0             | 2                 | 0                  | 2     |
| 6e   | Japon        | 0             | 1                 | 3                  | 4     |
| 7e   | Corée du Sud | 0             | 1                 | 0                  | 1     |
| 8e   | Autriche     | 0             | 0                 | 1                  | 1     |